# De architectura

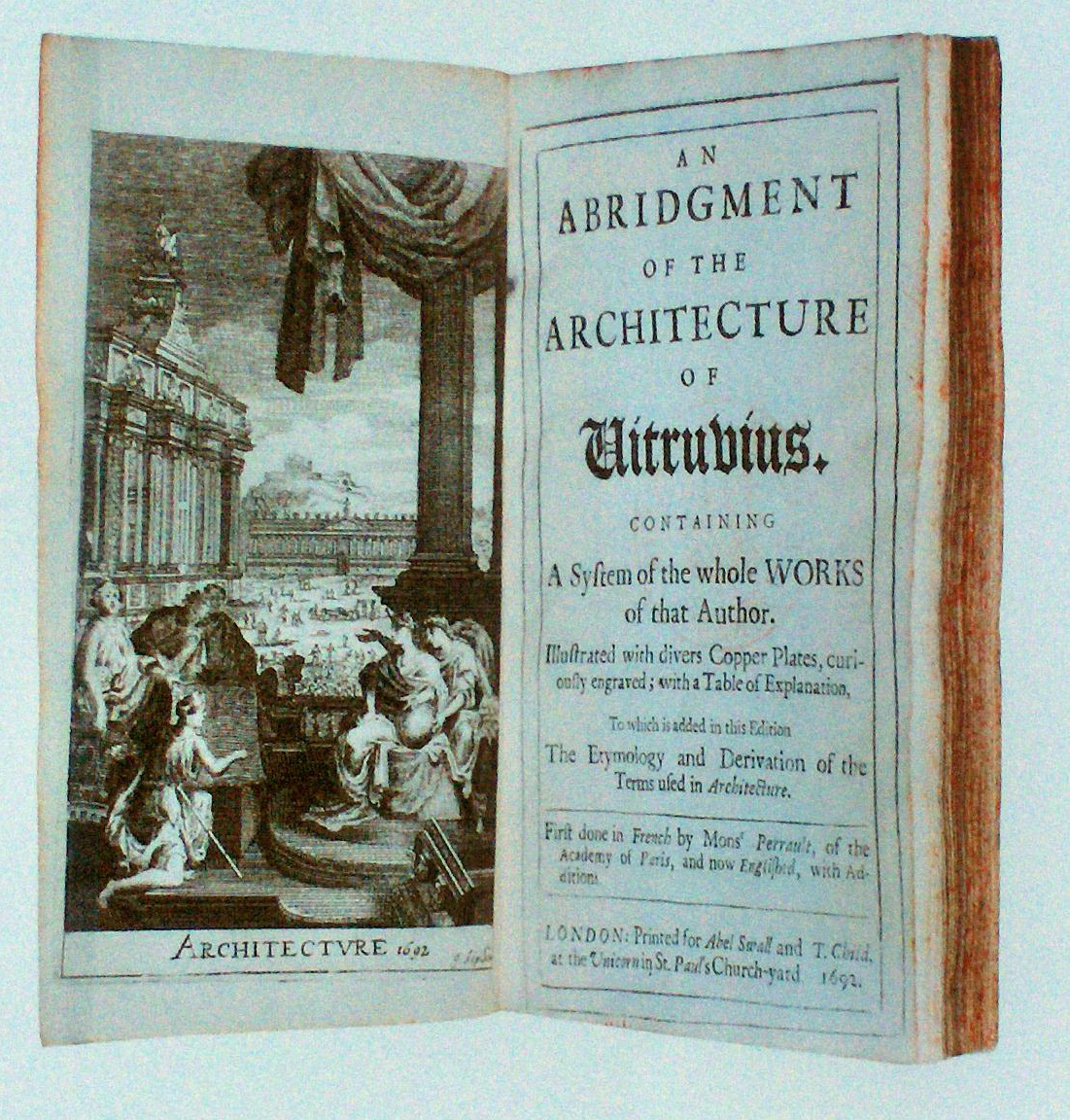

De Architectura Libri Decem (em português: Dez Livros sobre a Arquitetura) é um tratado escrito em latim sobre a arquitetura e a atividade do arquiteto. O título costuma ser referido apenas como Sobre a arquitetura ou Da arquitetura. A obra é de autoria do romano Marco Vitrúvio Polião, e foi escrita no século I a.C. Está dividida em dez volumes, cada qual abordando um aspeto específico da arquitetura.
Possui grande importância histórica pois é o único tratado clássico sobre o tema que sobreviveu até aos dias atuais. Além disto, foi o único conhecido pelos estudiosos da Renascença, influenciando a arquitetura produzida no período e não só, fundamentada em três princípios:
- "Utilitas" (comodidade e função);
- "Firmitas" (solidez); e
- "Venustas" (beleza).

É um tratado sobre arquitetura escrito pelo arquiteto e engenheiro militar Marco Vitrúvio Pólio da Roma Antiga e dedicado ao seu patrono, o imperador César Augusto, como um guia para projetos de construção. Como o único tratado sobre arquitetura que sobreviveu da antiguidade, foi considerado desde o Renascimento como o primeiro livro conhecido sobre teoria arquitetónica, bem como uma importante fonte sobre o cânone da arquitetura clássica.
Contém uma variedade de informações sobre edifícios gregos e romanos, bem como prescrições para o planeamento e projeto de acampamentos militares, cidades e estruturas, tanto grandes (aquedutos, edifícios, banhos, portos) como pequenas (máquinas, aparelhos de medição, instrumentos).  Como Vitrúvio escreveu no início da revolução arquitectónica romana que assistiu ao desenvolvimento completo de abóbadas cruzadas, domos, betão e outras inovações associadas à arquitectura imperial romana, os seus dez livros fornecem pouca informação sobre estas inovações distintas da arquitectura romana e da tecnologia. 
Sabe-se que havia algumas ilustrações em cópias originais, pelas referências ano texto (talvez oito ou dez), mas talvez apenas uma delas tenha sobrevivido em alguma cópia manuscrita medieval. Esta deficiência foi corrigida nas edições impressas do século XVI, que passaram a ser ilustradas com muitas gravuras de grandes dimensões.
Foram feitas cópias durante o Renascimento Carolíngio, mas pouco uso foi feito delas até ao século XV, quando a obra se tornou de grande interesse e influência, inicialmente em Itália e depois no resto da Europa.

## Origem e conteúdo
Provavelmente escrito entre 30 e 20 a.C., ele combina o conhecimento e as visões de muitos escritores antigos, gregos e romanos, sobre a arquitectura, as artes, a história natural e a tecnologia de construção. Vitrúvio cita muitas autoridades ao longo do texto, elogiando frequentemente os arquitetos gregos pelo desenvolvimento da construção dos templos e das ordens (dórica, jónica e coríntia), e fornecendo importantes relatos sobre as origens da construção na cabana primitiva.
Embora frequentemente citados pela sua famosa "tríade" de características associadas à arquitetura  – utilitas, firmitas e venustas (utilidade, força e beleza)  – , os princípios estéticos que influenciaram os escritores de tratados posteriores foram delineados no Livro III. Derivados parcialmente da retórica latina (através de Cícero e Varrão), os termos vitruvianos para ordem, arranjo, proporção e adequação aos fins pretendidos orientaram os arquitetos durante séculos e continuam a fazê-lo.
O autor romano dá conselhos sobre as qualificações de um arquitecto (Livro I) e sobre os tipos de desenho arquitectónico. 
Os dez livros ou pergaminhos estão organizados da seguinte forma:

## Conteúdo
Vitrúvio inicia seu livro tratando da formação e da educação que um arquiteto deve, de acordo com ele próprio, possuir. O autor logo no primeiro volume, mais precisamente no primeiro capítulo do primeiro volume, vê no arquiteto uma pessoa que detém conhecimentos sobre as mais diversas ciências e artes, tidas na época como “verdadeiras”, plausíveis. Geometria, história, matemática, música, medicina e até mesmo a astronomia deveriam ser conhecidas pelo arquitecto, que, ao contrário de outros profissionais, não deveria se especializar em um único tema, mas sim abranger diversas áreas do conhecimento humano.
Vitrúvio faz ainda distinção dentro de um trabalho artístico, dizendo que ele é composto pela própria obra em si e também pela dimensão teórica que a constitui. Essa distinção é mais explicitada no segundo capítulo do primeiro volume.
O segundo volume que compõe a obra de Vitrúvio refere-se aos materiais usados na construção de edifícios. Ele lista os tipos de materiais comumente usados nas construções da época e os relaciona com a ocorrência dos mesmos na natureza e também com o nível de conhecimento cientifico do ser humano.
Os terceiro e o quarto volumes tratam das construções, dos templos, onde Vitrúvio ressalta a importância da simetria tanto na arquitectura quanto no próprio ser humano. O autor deixa explícita sua fonte para estes volumes: o arquitecto grego Hermógenes  (século II a.C.).
No volume de número V, Vitrúvio escreve a respeito dos diferentes tipos de prédios públicos: fóruns, basílicas, teatros e até mesmo portos, quebra-mares e estaleiros. Ele contrapõe o fórum grego ao romano, comentando suas idiossincrasias arquitetônicas que variavam de acordo com os hábitos de cada civilização.
O volume seguinte (VI) apresenta os edifícios privados; casas urbanas e rurais, mais uma vez focando as peculiaridades presentes nas construções gregas e romanas. Estudos baseados nesse volume apontam a influência de Vitrúvio na Itália, principalmente em Pompéia, onde foram encontradas casas nos moldes das que foram descritas por ele neste volume.
O sétimo volume remete à decoração interior das casas.
Passando para o volume posterior, VIII, o autor retoma os estudos sobre o processo de construção, estudando desta vez hidrologia e hidráulica. Ele pode mesmo ser considerado como o pai da ciência da Hidrologia.
Relógios d’água, meios de se encontrar água, cisternas, Vitrúvio disseca o tema nesse volume que constitui o oitavo livro dos 10 volumes da obra